# Naval Air Engineering Station Lakehurst

Eingang zur Naval Air Base Lakehurst

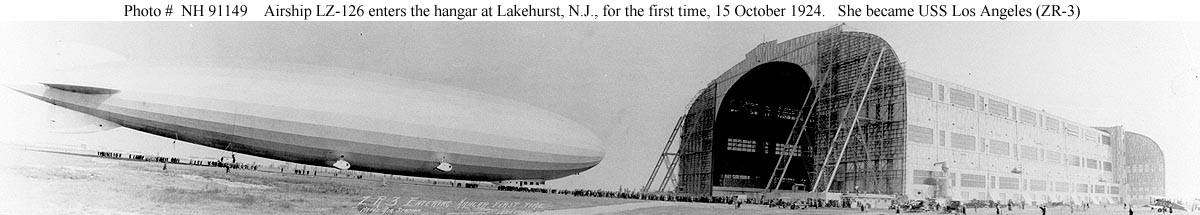
LZ 126, erste Einfahrt in den Hangar in Lakehurst, ca. 1924

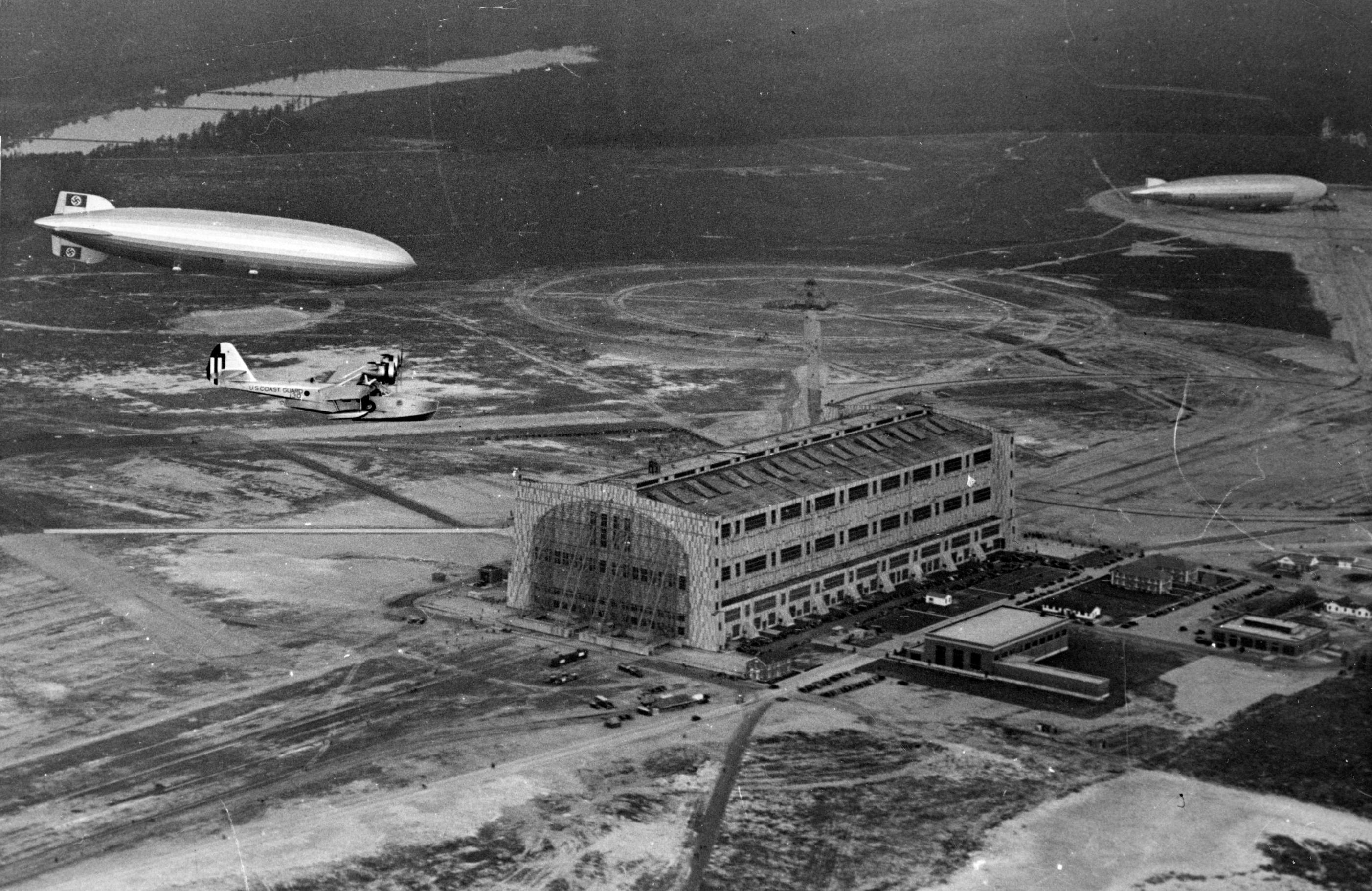
LZ 129 Hindenburg und LZ 126 rechts oben

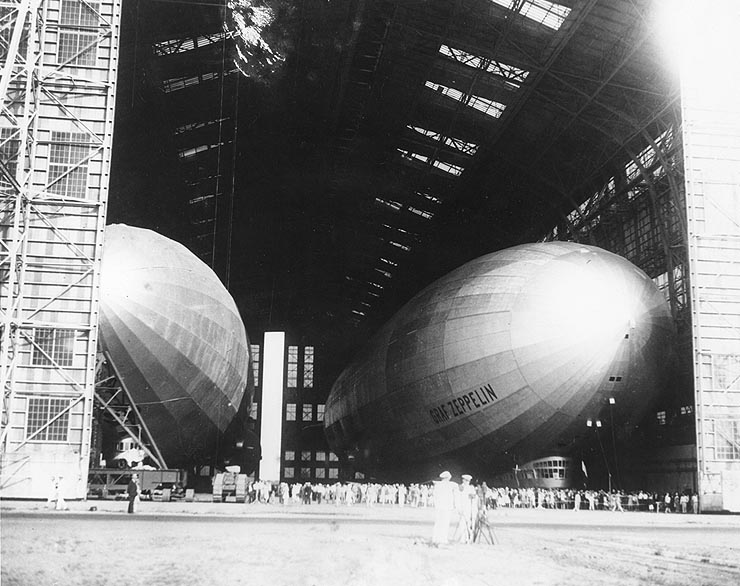
LZ 126 und LZ 127 im Hangar von Lakehurst

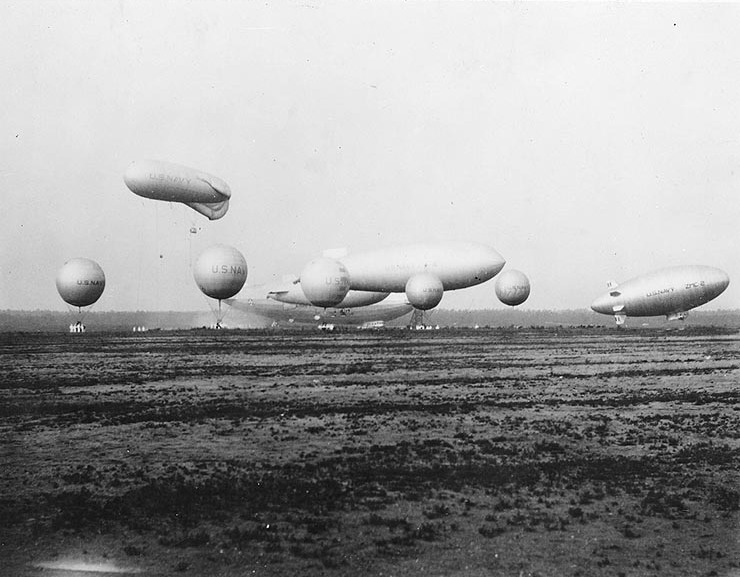
Hochbetrieb auf dem Flugfeld von Lakehurst ca. 1930–31. Fünf Kugelballone, ein Drachenballon, drei Blimps (ganz rechts die ZMC-2) und LZ 126

Die Naval Air Engineering Station Lakehurst war ein Stützpunkt der US-Marine in Lakehurst,  Bundesstaat New Jersey, rund 100 Kilometer südwestlich von New York City. Der Stützpunkt ist heute Lakehurst Maxfield Field unter Kontrolle der US Air Force. 
Der Flugplatz Lakehurst war 1937 Schauplatz der Hindenburg-Katastrophe.

## Geschichte
Das spätere Luftschiffhafengelände war seit 1915 Schießplatz einer Munitionsfabrik, ab 1918 Testgelände für Giftgas und Training Camp for the Army Chemical Warfare Service unter dem Namen Camp Kendrick. Nach dem Ersten Weltkrieg wurde es von der US-Armee zum Verkauf angeboten.
Am 16. Mai 1919 entschied der verantwortliche Minister der Marine Franklin D. Roosevelt, 688 Hektar Land (1700 acres) in Lakehurst für die Verwendung als Militärbasis für Luftschiffe für die Navy zu kaufen. Die US-Marine begann mit den Konstruktionsarbeiten für eine Luftschiffhalle die Platz für zwei Starrluftschiffe bot. Der Bau begann im September 1919. Diese Halle (Hangar No. 1) wurde im Sommer 1921 fertiggestellt. Die anderen Gebäude des Flugplatzes wurden am 28. Juni 1921 in Auftrag gegeben. Sie waren für 17 Offiziere und 230 Rekruten ausgelegt.
Das in Großbritannien unter der Bezeichnung R38 (US-Bezeichnung ZR-2) für die Vereinigten Staaten gebaute Luftschiff sollte der erste „Bewohner“ des neuen Marine-Flugfeldes werden. Es wurde jedoch während der Testfahrten im August 1921 in England zerstört.
Daher war das erste Luftschiff, das Lakehurst als Heimatstützpunkt nutzte, die im Hangar No. 1 gebaute und im September 1923 erstmals fahrende ZR-1 „USS Shenandoah“. Der Bau von ZR-1 sollte der Grundstein für eine amerikanische Luftschiff-Industrie sein. Die USS Shenandoah dominierte die Luftschiff-Szene in Lakehurst von 1923 bis 1925. In jenem Jahr wurde sie jedoch über Ohio in schweren Turbulenzen zerstört.
Die ZR-3 „USS Los Angeles“, das in Deutschland von Zeppelin als Kriegsreparation für den Ersten Weltkrieg gebaute „Amerikaluftschiff“, brachte der US-Marine in Lakehurst ab Oktober 1924 viel Erfahrung im Umgang mit Starrluftschiffen. Die USS Los Angeles unternahm 331 Fahrten mit 4181 Flugstunden, bevor sie im Juni 1932 ausgemustert wurde. Sie war das erfolgreichste amerikanische Starrluftschiff und wurde noch sieben Jahre lang als Bodenversuchsobjekt benutzt, bevor sie Ende 1939 im Hangar No. 1 demontiert wurde.
Danach (ab Oktober 1931) wurde Lakehurst Heimatflugplatz für die in Akron gebaute ZRS-4 „USS Akron“, die im April 1933 bei schlechtem Wetter verunglückte. Durch dieses Ereignis begann der Niedergang der amerikanischen Luftschifffahrt.
Das letzte amerikanische Großluftschiff, die ZRS-5 „USS Macon“ war in Kalifornien beheimatet. Sie blieb 1933 nur vier Monate in Lakehurst, um die Testfahrten abzuschließen. Nach ihrer Abfahrt am 12. Oktober 1933 besuchte nie wieder ein amerikanisches Starrluftschiff Lakehurst. Nach dem Verlust der USS Macon im Februar 1935 wurden die amerikanischen Luftschiff-Aktivitäten auf ein Minimum reduziert. Der Marinestützpunkt betrieb nur noch einige veraltete Prallluftschiffe.
1937 ereignete sich am Ort die Katastrophe des Zeppelins LZ 129 „Hindenburg“, der am 6. Mai 1937 von Frankfurt am Main kommend im Landeanflug, kurz nach dem Abwerfen der Ankerseile, in Flammen aufging. Die genauen Gründe der Katastrophe sind bis heute nicht ganz geklärt. Es kamen 35 der 97 Insassen (13 Passagiere, 22 Besatzungsmitglieder) sowie ein Mann der Bodenmannschaft ums Leben. Einer der Hauptgründe für die Größe des Feuers war die Füllung des Zeppelins mit Wasserstoff statt des eigentlich vorgesehenen Heliums. Helium wurde damals ausschließlich von den USA in größeren Mengen gewonnen und fiel als kriegswichtiger Rohstoff unter das wegen der aggressiven Politik des damals nationalsozialistischen Deutschlands verhängte Embargo. Die bis dahin fast unfallfreie Geschichte der Verkehrs-Zeppeline endete durch die Katastrophe und das Vertrauen der Reisenden war erschüttert. Der Niedergang der zivilen Nutzung von Zeppelinen war, vor allem durch die politische Situation, nicht mehr aufzuhalten.
Lakehurst blieb auch nach dem Zweiten Weltkrieg Luftschiff-Stützpunkt für amerikanische Prallluftschiffe, unter anderem zur Luftraumüberwachung im Kalten Krieg.
Als die Naval Air Engineering Station Lakehurst im Oktober 2009 mit der McGuire Air Force Base und Fort Dix zusammengelegt wurde, wurde sie zur Marinekomponente von JB MDL - einer von der US-Luftwaffe kontrollierten Anlage - und unterstand dem 87th Air Base Wing. Wie bei allen gemeinsamen Stützpunkten erhält die Anlage jedoch Unterstützungsleistungen von den früheren Behörden der Anlage. So erhält Lakehurst Field auch heute bestimmte Dienstleistungen von der Naval Support Activity Lakehurst (NSA Lakehurst), deren Kommandeur auch einer der beiden stellvertretenden Kommandeure der Basis ist.